# Großsteingrab Mankegård 1
Das Großsteingrab Mankegård 1 ist eine megalithische Grabanlage der jungsteinzeitlichen Nordgruppe der Trichterbecherkultur im Kirchspiel Strø in der dänischen Kommune Hillerød.

## Lage
Das Grab liegt südlich von Sigerslevøster in einem kleinen Waldstück. Etwa 130 m südsüdwestlich befindet sich das Großsteingrab Mankegård 2. In der näheren Umgebung gibt bzw. gab es mehrere weitere megalithische Grabanlagen.

## Forschungsgeschichte
In den Jahren 1887 und 1942 führten Mitarbeiter des Dänischen Nationalmuseums Dokumentationen der Fundstelle durch. Eine weitere Dokumentation erfolgte 1982 durch Mitarbeiter der Forst- und Naturbehörde.

## Beschreibung
Die Anlage besitzt eine nordost-südwestlich orientierte rechteckige Hügelschüttung, über deren Größe unterschiedliche Angaben vorliegen. Der Bericht von 1887 nennt eine Länge von 52,5 m, eine Breite von 12,5 m und eine Höhe von 2 m. Der Bericht von 1942 nennt eine Länge von 40 m und eine Breite von 15 m. Der Bericht von 1982 nennt eine Länge von 31 m, eine Breite von 14 m und eine Höhe von 1,7 m. Von der Umfassung sind noch vier Steine an der nordwestlichen und ein Stein an der südöstlichen Langseite erhalten.
Der Hügel enthielt ursprünglich zwei Grabkammern, die beide als Urdolmen anzusprechen sind. Sie wurden vor 1887 durch den damaligen Hofbesitzer abgetragen, wobei keine Funde gemacht wurden.
Die erste Kammer lag etwa 14 m vom Nordostende des Hügels. Sie war nordost-südwestlich orientiert und hatte eine Länge von 1,9 m. Sie bestand aus vier Wandsteinen; der Deckstein fehlte offenbar bereits zum Zeitpunkt der Zerstörung.
Die zweite Kammer lag etwa 20 m vom Nordostende des Hügels. Sie war nordost-südwestlich orientiert und hatte eine Länge von 1,9 m. Sie bestand aus vier Wandsteinen und einem Deckstein.